# Пять отправных точек современной архитектуры
«Пять отправных точек архитектуры» Ле Корбюзье были опубликованы в журнале «Новый дух (L’Esprit Nouveau)». В этих несложных на первый взгляд правилах Корбюзье пытался сформулировать свою концепцию архитектуры нового времени. Вот их свободный пересказ:
1. Столбы-опоры. Дом приподнят над землей на железобетонных столбах-опорах, при этом освобождается место под жилыми помещениями — для сада или стоянки автомобиля.
2. Плоская крыша-терраса. Вместо традиционной наклонной крыши с чердаком под ней, Корбюзье предлагал устраивать плоскую крышу-террасу, на которой можно было бы развести небольшой сад или создать место для отдыха.
3. Свободная планировка. Поскольку стены больше не являются несущими (в связи с применением ж/б каркаса), внутреннее пространство полностью от них освобождается. В результате внутреннюю планировку можно организовать с гораздо большей эффективностью.
4. Ленточное остекление. Благодаря каркасной конструкции здания и отсутствию, в связи с этим, несущих стен, окна можно сделать практически любой величины и конфигурации, в том числе свободно протянуть их лентой вдоль всего фасада, от угла до угла.
5. Свободный фасад. Опоры устанавливаются вне плоскости фасада, внутри дома (буквально у Корбюзье: свободно расположены внутри помещений). Наружные стены могут при этом быть из любого материала — легкого, хрупкого или прозрачного, и принимать любые формы[1][2].

По отдельности подобные приемы использовались архитекторами и до Корбюзье, он же, произведя тщательный отбор, объединил их в систему и начал последовательно применять. В 20-х годах, когда язык новой архитектуры только ещё формировался, эти «пять отправных точек архитектуры» для многих молодых архитекторов «нового движения» стали действительно «отправным пунктом» в их творчестве, а для некоторых и своеобразным профессиональным кредо.
Зигфрид Гидион, историк архитектуры XX века, со слов самого Ле Корбюзье (но в собственном пересказе) приводит иные формулировки:

1. Колонна должна стоять свободно в открытом пространстве.
2. Конструктивный каркас здания функционально не зависит от стены и внутренних перегородок.
3. Свободный план не зависит от конфигурации наружных стен.
4. Фасад определяется внутренней каркасной конструкцией здания.
5. Сад на крыше раскрывает пространство дома вверх.